# Clézentaine
Clézentaine ist eine französische Gemeinde im Département Vosges in der Region Grand Est (bis 2015 Lothringen). Sie gehört zum Arrondissement Épinal und zum Kanton Charmes.

## Geografie
Clézentaine liegt etwa zwölf Kilometer nordwestlich des Kantonshauptortes Rambervillers.

## Geschichte
Die Gemeinde wurde 1003 erstmals als Clusentana urkundlich erwähnt.

### Bevölkerungsentwicklung
| Jahr      | 1793 | 1896 | 1954 | 1982 | 1990 | 1999 | 2006 | 2014 |
| Einwohner | 372  | 413  | 282  | 200  | 181  | 212  | 216  | 220  |

## Sehenswürdigkeiten
- Kirche St. Martin
- Soldatenfriedhof der Gefallenen des Ersten Weltkrieges
- Kapelle von 1858